# Pavel Bogodelov
Pavel Bogodelov (del ruso: Павел Георгиевич Богоделов) (Kiev, 21 de abril de 1946 - Kiev, 31 de marzo de 2014) fue un entrenador y futbolista ucraniano que jugaba en la demarcación de delantero.

## Biografía
En 1966 debutó como futbolista a los 20 años de edad con el FC CSKA Kiev tras ser fichado del FC Dynamo-2 Kiev. Jugó en el club durante cinco temporadas, llegando a marcar 71 goles en 200 partidos jugados. Tras dejar el club en 1971 y estar un año en blanco, Bogodelov fichó por el FC Nyva Vinnytsia, donde marcó 37 goles. Finalmente en 1975 se retiró como futbolista. En 1992 el FC Nyva Vinnytsia se hizo con sus servicios como entrenador del club por una temporada.
Falleció el 31 de marzo de 2014 en Kiev a los 67 años de edad. Fue enterrado en el cementerio de Baikove.

## Clubes

### Como futbolista
| Club              | País           | Año       | Partidos | Goles |
| ----------------- | -------------- | --------- | -------- | ----- |
| FC Dynamo-2 Kiev  | RSS de Ucrania | 1965-1966 | 36       | 12    |
| FC CSKA Kiev      | RSS de Ucrania | 1966-1971 | 200      | 71    |
| FC Nyva Vinnytsia | RSS de Ucrania | 1972-1975 | 155      | 37    |

### Como entrenador
| Club              | País  | Año  |
| ----------------- | ----- | ---- |
| FC Nart Cherkessk | Rusia | 1992 |